# Ronnia Fornstedt
Ronnia Fornstedt, née le 25 décembre 1990 à Södertälje en Suède, est un mannequin suédois.

## Biographie
Ronnia quitte son père quand elle avait seulement un an, sa mère est morte quand elle a douze ans. Elle a passé le reste de son enfance avec sa sœur aînée et sa famille à Södertälje.
Elle s'inscrit à l'agence Elite Stockholm et Zap Models, pour devenir model.
En 2011, elle est devient Miss Suède Univers 2011, Ronnia succède à Michaela Savic et obtient le prix Miss Photogenic 2011, pour l'élection de Miss Univers 2011.
Après son couronnement comme Miss Suède Univers, elle devient l'égérie de Transderma.
Actuellement, elle vit dans sa ville natale Södertälje.